# 保罗·汉密尔顿号驱逐舰 (DDG-60)
保罗·汉密尔顿号驱逐舰（USS Paul Hamilton (DDG-60)）是美国海军阿利·伯克级驱逐舰的第十艘，以美国海军部长保罗·汉密尔顿命名。
保罗·汉密尔顿号驱逐舰于1992年8月24日在缅因州巴斯的巴斯钢铁厂安放龙骨，1993年7月24日下水，1995年5月27日服役，母港为夏威夷州珍珠港。